# Freddy Ingalls
Charles Frederic Ingalls werd geboren op 1 november 1875 in Walnut Grove, Minnesota als het vierde kind en enige zoon van Caroline en Charles Ingalls. Hij de jongere broer van Laura Ingalls Wilder, die bekend werd door haar boekenserie Het kleine huis op de prairie, maar werd daar nooit in genoemd. Hij stierf in Burr Oak (Iowa) op 27 augustus 1876 op de leeftijd van bijna 10 maanden.
Hij werd uitgebeeld in de tweedelige episode "The Lord Is My Shepherd" in de televisieserie Het kleine huis op de prairie, maar de naam van de baby die hem speelde is onbekend gebleven. 